# Michel Charbonneau
Pour les articles homonymes, voir Charbonneau.
Michel Charbonneau (23 septembre 1948 à Napierville au Québec (Canada) - ) est un homme politique québécois.
Il a été maire de Napierville de 1987 à 1989, puis député libéral du comté de Saint-Jean de 1989 à 1994.

## Biographie
Michel Charbonneau est le fils d'Orile Charbonneau, agriculteur, et de Laurette Lucier, institutrice.
Il a fait des études classiques au Séminaire de Saint-Jean de 1961 à 1969. Il est titulaire d'un baccalauréat en éducation physique de l'Université de Montréal depuis 1971. Il a poursuivi des études spécialisées en transport routier international à l'Université de Pennsylvanie de 1973 à 1975. Il est titulaire d'un certificat en administration, option transport routier, de l'Université du Québec à Montréal depuis 1981.
Il a été professeur d'éducation physique à l'École primaire Daigneau de Napierville de 1969 à 1971. Il fut ensuite directeur du personnel et contrôleur pour J.-E. Fortin, entreprise de transport international routier à Saint-Bernard-de-Lacolle, de 1971 à 1989. Il est aussi propriétaire d'une ferme à Saint-Cyprien-de-Napierville.
Il a été conseiller municipal, de 1980 à 1987, puis maire de Napierville de 1987 à 1989. Il fut élu président de l'Association libérale de Saint-Jean en 1988, puis il fut élu député libéral dans Saint-Jean en 1989. À l'élection du 12 septembre 1994, il a obtenu le même nombre de votes qu'un autre candidat, ce qui a forcé une élection partielle qu'il a perdue le 24 octobre 1994.